# Klaas Lodewyck
Pour les articles homonymes, voir Lodewyck.
Klaas Lodewyck, né le 24 mars 1988 à Roulers, est un coureur cycliste et directeur sportif belge. Coureur professionnel de 2009 à 2015, il est devenu directeur sportif en 2016 et est membre de l'encadrement de l'équipe Deceuninck-Quick Step depuis 2019.

## Biographie

### Carrière professionnelle

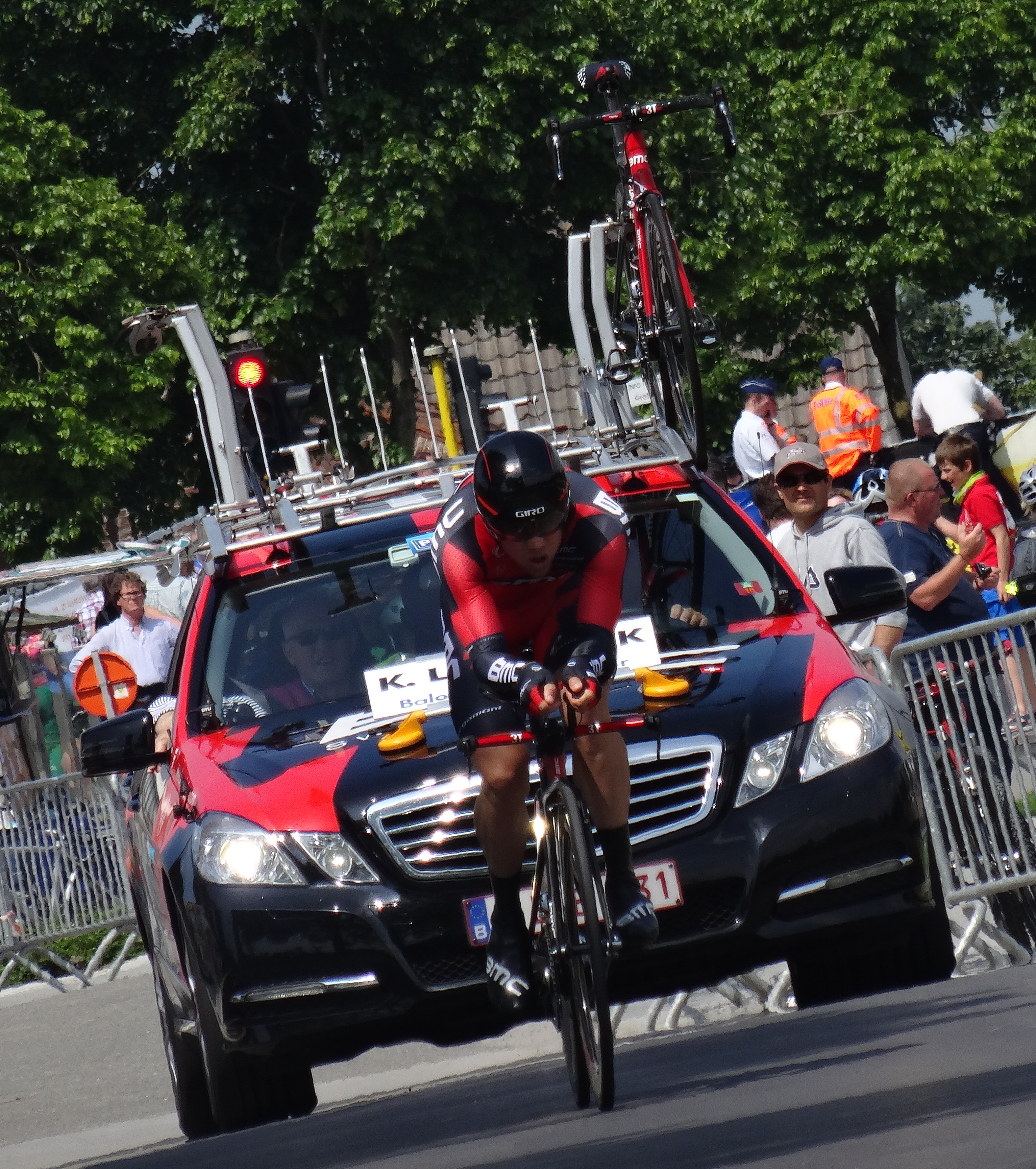
Klaas Lodewyck lors du contre-la-montre individuel de la 3e étape du Tour de Belgique 2014 à Dixmude.

Membre de l'équipe néerlandaise Rabobank Continental en 2008, Klaas Lodewyck devient professionnel en 2009 au sein de l'équipe continentale professionnelle belge Topsport Vlaanderen-Mercator. Klaas Lodewyck termine quatrième de Paris-Tours en 2010.
Il rejoint en 2011 l'équipe Omega Pharma-Lotto de Philippe Gilbert, puis la quitte pour suivre ce dernier chez BMC Racing en 2012. Il dispute son premier grand tour en 2011 sur le Tour d'Italie.

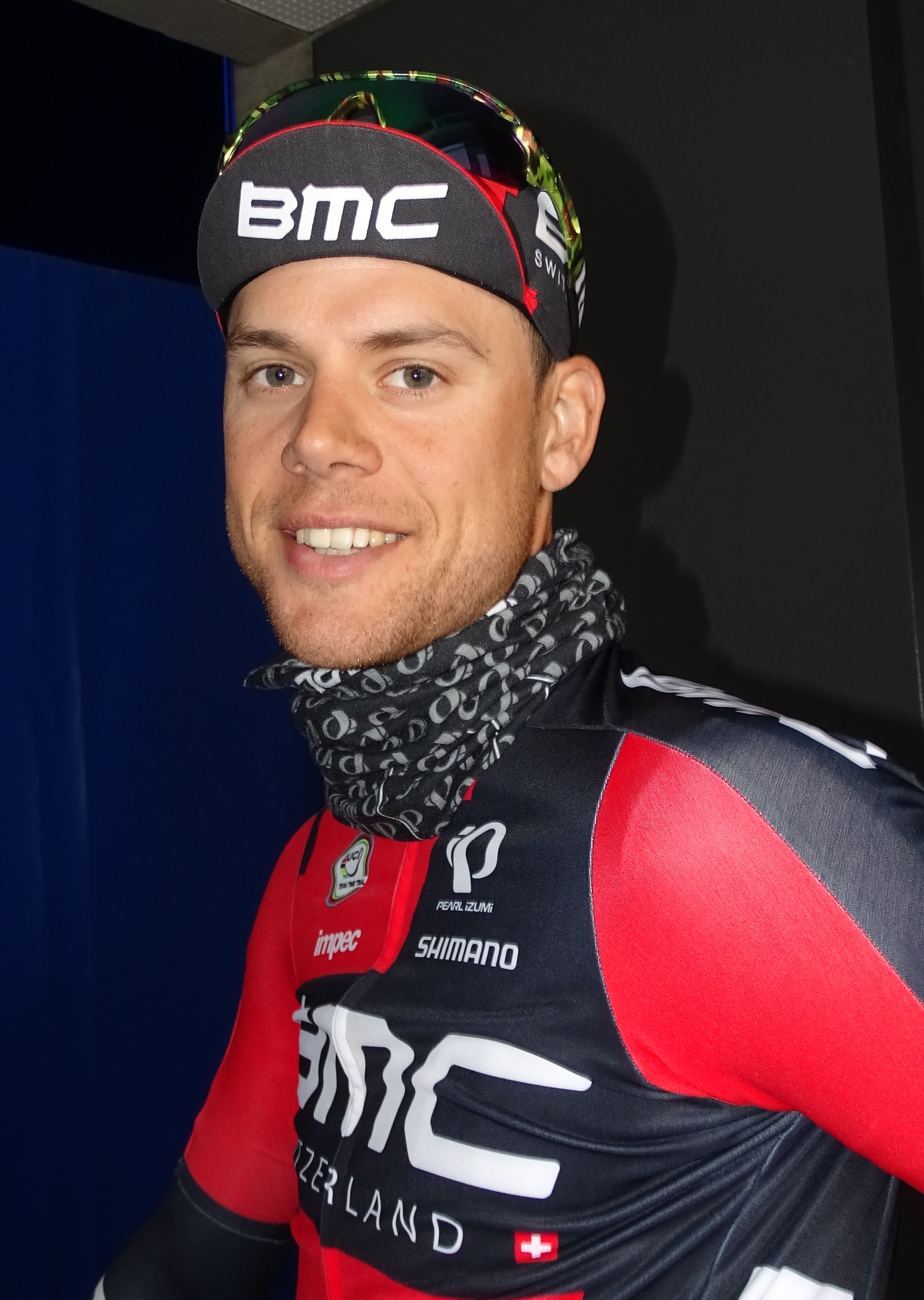
Klaas Lodewyck lors du départ de la Handzame Classic 2015 à Bredene.

En 2014, il subit une fracture de la clavicule droite au cours de Halle-Ingooigem. Revenant en compétition au Tour de Wallonie, il doit à nouveau s'arrêter après la découverte d'une arythmie cardiaque. Pour espérer reprendre sa carrière, il se fait opérer et subit une stellectomie. Opéré en octobre, il revient à la compétition en 2015 lors du Dubaï Tour. Il est atteint d'une fracture de la clavicule droite après une chute survenue durant la troisième étape. En mai, il est sélectionné pour disputer le Tour d'Italie. Il doit cependant y renoncer après des examens médicaux, son cardiologue lui déconseillant de participer à des courses de trois semaines. En septembre, son arythmie cardiaque le décide à arrêter sa carrière en fin de saison 2015.

### Reconversion
À l'issue de la saison 2015 il signe un contrat avec l'équipe continentale BMC Development où il devient directeur sportif. Lorsque cette équipe disparaît en fin d'année 2017, il intègre l'encadrement de l'équipe BMC.
Il rejoint en 2019 l'encadrement de l'équipe Deceuninck-Quick Step.

## Palmarès et classements mondiaux

### Palmarès
- 2005
  - Circuit Het Volk juniors
  - 2e de Paris-Roubaix juniors
- 2006
  - 4e étape du Tour de Münster juniors
  - Remouchamps-Ferrières-Remouchamps
- 2007
  - 2e étape de la Ronde de l'Oise
  - 1re étape du Triptyque des Barrages
  - 2e du Triptyque des Barrages
  - 2e du Grand Prix Joseph Bruyère
  - 2e du championnat de Belgique sur route espoirs
  - 3e de l'Omloop van de Grensstreek
- 2008
  - 3e du Circuit du Pays de Waes
- 2010
  - 3e de Cholet-Pays de Loire

### Résultats sur les grands tours

#### Tour d'Italie
2 participations
- 2011 : 147e
- 2013 : non-partant (7e étape)

#### Tour d'Espagne
2 participations
- 2012 : 116e
- 2013 : 120e

### Classements mondiaux
| Année           | 2007 | 2008 | 2009 | 2010 | 2011 | 2012 | 2013 | 2014 | 2015 |
| --------------- | ---- | ---- | ---- | ---- | ---- | ---- | ---- | ---- | ---- |
| UCI Europe Tour | 347e | 583e | 431e | 109e |      |      |      |      |      |
| UCI World Tour  |      |      |      |      | nc   | 244e | nc   | nc   | nc   |